# Phrynarachne
Genre
Synonymes
- Botryogaster Doleschall, 1859
- Phrynoides Simon, 1864 nec Fitzinger, 1842
- Cladonotus Thorell, 1877 nec Saussure, 1812
- Cladonotula Strand, 1929

Phrynarachne est un genre d'araignées aranéomorphes de la famille des Thomisidae.

## Distribution
Les espèces de ce genre se rencontrent en Afrique subsaharienne, en Asie et en Océanie.

## Liste des espèces
Selon World Spider Catalog (version 23.0, 06/06/2022) :
- Phrynarachne aspera Thorell, 1895
- Phrynarachne bimaculata Thorell, 1895
- Phrynarachne brevis Tang & Li, 2010
- Phrynarachne ceylonica (O. Pickard-Cambridge, 1884)
- Phrynarachne cheesmanae (Berland, 1938)
- Phrynarachne clavigera Simon, 1903
- Phrynarachne coerulescens (Doleschall, 1859)
- Phrynarachne cucullata Simon, 1886
- Phrynarachne decipiens (Forbes, 1884)
- Phrynarachne dissimilis (Doleschall, 1859)
- Phrynarachne dreepy Lin & Li, 2022
- Phrynarachne fatalis O. Pickard-Cambridge, 1899
- Phrynarachne gracilipes Pavesi, 1895
- Phrynarachne huangshanensis Li, Chen & Song, 1985
- Phrynarachne jobiensis (Thorell, 1877)
- Phrynarachne kannegieteri Hasselt, 1893
- Phrynarachne katoi Chikuni, 1955
- Phrynarachne lancea Tang & Li, 2010
- Phrynarachne mammillata Song, 1990
- Phrynarachne marmorata Pocock, 1900
- Phrynarachne melloleitaoi Lessert, 1933
- Phrynarachne olivacea Jézéquel, 1964
- Phrynarachne papulata Thorell, 1891
- Phrynarachne peeliana (Stoliczka, 1869)
- Phrynarachne pusiola Simon, 1903
- Phrynarachne rothschildi Pocock, 1903
- Phrynarachne rubroperlata Simon, 1907
- Phrynarachne rugosa (Walckenaer, 1805)
- Phrynarachne tuberculata Rainbow, 1899
- Phrynarachne tuberosa (Blackwall, 1864)
- Phrynarachne tuberosula (Karsch, 1880)
- Phrynarachne xuxiake Lin & Li, 2022
- Phrynarachne yunhui Lin & Li, 2022
- Phrynarachne zhengzhongi Lin & Li, 2022

## Systématique et taxinomie
Le nom Phrynoides Simon, 1864 étant préoccupé par Phrynoides Fitzinger, 1842, il est remplacé par Phrynarachne par Thorell en 1869.
Botryogaster a été placé en synonymie par Lehtinen en 2016.
Cladonotus Thorell, 1877 préoccupé par Cladonotus Saussure, 1812, remplacé par Cladonotula par Strand en 1929 a été placé en synonymie par Petrunkevitch en 1928.

## Publications originales
- Thorell, 1869 : « On European spiders. Part I. Review of the European genera of spiders, preceded by some observations on zoological nomenclature. » Nova Acta regiae Societatis Scientiarum upsaliensis, sér. 3, vol. 7, p. 1-108 (texte intégral).
- Simon, 1864 : Histoire naturelle des araignées (aranéides). Paris, p. 1-540 (texte intégral).